# Vojtěch Kučera
Vojtěch Kučera (* 19. ledna 1975 Třinec) je český básník a příležitostný editor.
V letech 1999 až 2003 působil jako šéfredaktor Vendryňského poetického magazínu Weles, který založil v roce 1996 společně s Bogdanem Trojakem. Od roku 2007 se podílí na organizaci a dramaturgii Literární soutěže Františka Halase v Kunštátu, určené mladým básníkům do 29 let věku; editor knižní Edice LSFH, kde od roku 2013 vycházejí básnické prvotiny. Externí spolupracovník literárního měsíčníku Host, pro který devět let redigoval básnickou část rubriky Nová jména, v níž připravil přes šedesát autorských profilů mladých básnířek a básníků. Spolu s Radkem Štěpánkem organizoval v letech 2011 až 2019 básnická setkání Děkujeme za Vaše básně! na jihočeském zámku Kratochvíle a v jeho okolí. Knižně vydal čtyři básnické sbírky. Žije v Brně-Židenicích.

## Dílo (česky)
- Samomluvy, Vetus Via, Brno 2000, ISBN 80-86118-68-1
- A hudba?, Host, Brno 2005, ISBN 80-7294-155-0
- Nehybnost, MaPa, Brno 2010, ISBN 978-80-903245-6-5
- Typosie, Dobrý důvod, Nová Říše 2020, ISBN 978-80-906305-7-4